# Leptolobium multijugum
Leptolobium multijugum é uma espécie de planta pertencente ao gênero Leptolobium e à família Fabaceae. É endêmica ao Brasil, ocorrendo no estado de Mato Grosso e com possível presença em Goiás. De acordo com a União Internacional para a Conservação da Natureza, não há dados suficientes para determinar o estado de conservação dessa espécie.